# Paramathes tibetana
Paramathes tibetana là một loài bướm đêm trong họ Noctuidae.